# Gorenja Dobrava, Gorenja vas - Poljane
Gorenja Dobrava je naselje v Občini Gorenja vas - Poljane. Nahaja se med krajema Dolenja Dobrava in Todraž. V kraju je gostilna Pr' Brodarju in nekaj kmetij. Nad vasjo se vzpenja 570 metrov visok hrib na katerem stoji poznogotska cerkev posvečena Sv. Urbanu in Sv. Barbari. Na fasadi cerkve je freska Sv. Krištofa iz 16. stoletja.